# Jorge García Vega
Jorge García Vega (Ponferrada, 6 de agosto de 1976) es un balonmanista que ocupa la posición de central en el Reale Ademar León y tiene el dorsal número 11.
Ha pasado por el Ademar León, Ivesur Málaga, S.D. Teucro, Cangas, Teka Cantabria, Algeciras Balonmano, Balonmano Antequera y Naturhouse La Rioja. Es por muchos considerado uno de los mejores centrales de España. En la temporada 2006/07 demandó a su exequipo, el Algeciras Balonmano por impago, fichando la temporada siguiente por el Balonmano Antequera.
En la temporada 2008/2009 regresó al club en el que debutó, el Reale Ademar León, donde permaneció durante 3 temporadas, y una vez que finalizó su contrato no fue renovado, con lo que abandonó el club leonés. Al acabar su segunda etapa ademarista fichó por el Naturhouse La Rioja para la temporada 2011/2012, permaneciendo sólo una temporada antes de retirarse. Volvió de su retiro al ser fichado por el Cuatro Rayas Valladolid para la segunda vuelta de la 2012/13, resultando su participación vital en la salvación final del equipo.
El 19 de septiembre de 2013 es presentado como nuevo jugador del Reale Ademar León para la temporada 2013/2014.